# Sven Andersson (1963)
Sven Andersson (Strömstad, 6 de Outubro de 1963) é um ex-futebolista Sueco, que atuava na posição de  goleiro. Nascido em Strömstad próximo à fronteira da Noruega, iniciou sua carreira profissional no Örgryte IS, equipe pela qual conquistou o Allsvenskan de 1985. Disputou uma partida pela Seleção Sueca, e foi convocado como reserva para a Copa do Mundo de 1990 disputada na Itália.
Em 1993, após se retirar do futebol profissional, foi persuadido pelo Helsingborgs IF a retomar a sua carreira. Entre 1993 e 2001, Sven Andersson jogou 233 partidas consecutivas pelo Allsvenskan, de um totoal de 268 partidas pelo clube. Em 2000 ficou famoso pelo apelido San Siro-Sven ao defender um pênalti no último minuto do jogo contra a Inter de Milão, em pleno Estádio San Siro, permitindo a classificação do Helsingborg à UEFA Champions League. Quando planejava realizar sua última partida profissional pelo clube sueco, foi suspenso devido a  um cartão vermelho recebido em sua partida de número 233 pelo Campeonato Sueco.
Atualmente, Sven Andersson é o treinador de goleiros do Helsingborgs IF.